# Siamesisch-Birmanischer Krieg 1775–1776
Der Siamesisch-Birmanische Krieg 1775–1776 war eine militärische Auseinandersetzung zwischen dem Königreich Thonburi unter Taksin und dem Königreich Ava, das unter Hsinbyushin von der Konbaung-Dynastie Birma beherrschte.

## Vorgeschichte

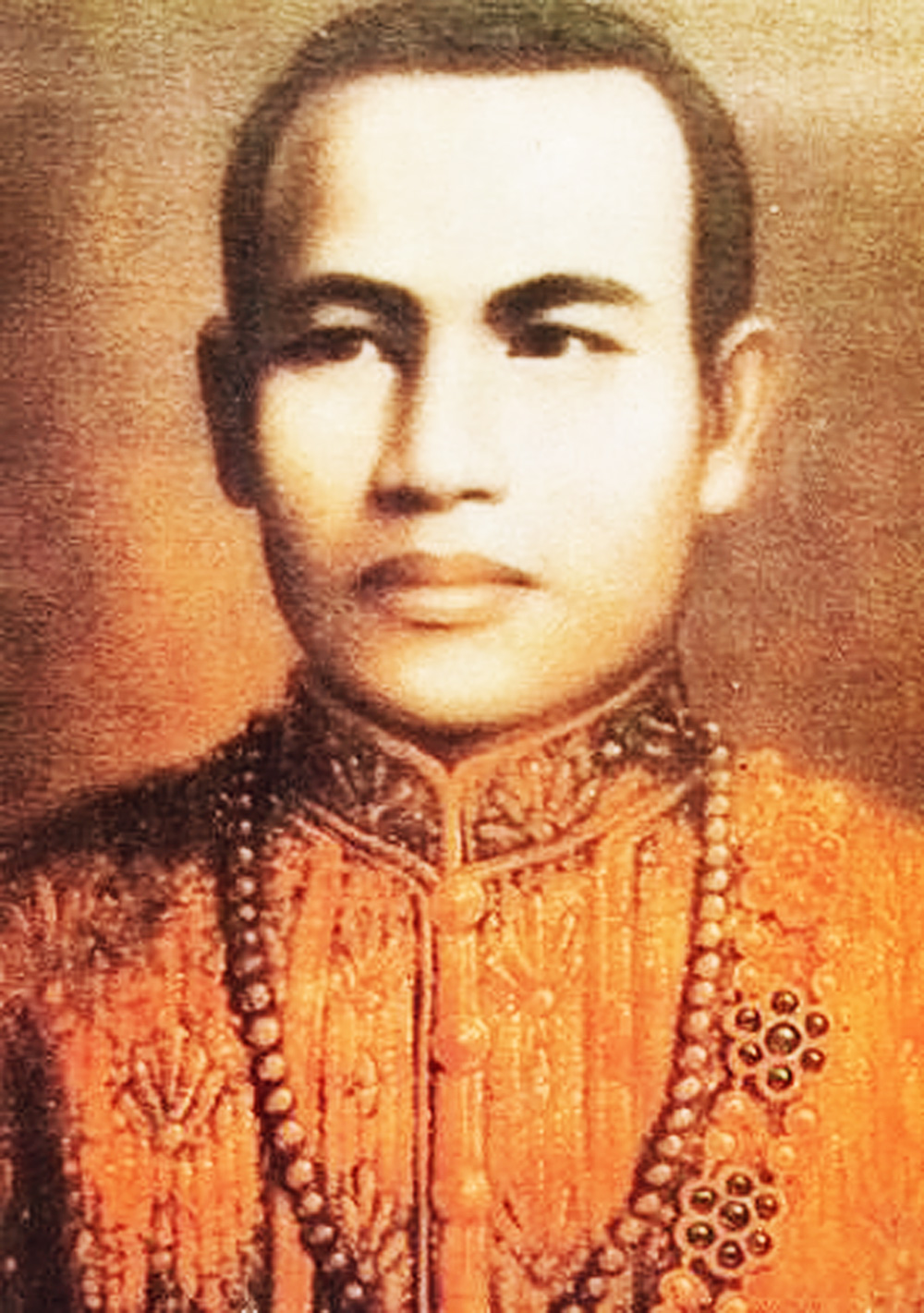
König Taksin von Siam (1734–1782)

Nach der verheerenden Niederlage der Siamesen von Ayutthaya im Siamesisch-Birmanischen Krieg (1764–1769) brachte König Taksin (1734 bis 1782) das Reich wieder zusammen, nachdem er die Truppen Avas aus Siam vertrieben hatte, und erweiterte es später sogar zum Königreich Thonburi. Rastlos kämpfte er nicht nur gegen die Armeen der birmanischen und der Khmer-Herrscher, die eine günstige Gelegenheit sahen, dem geschwächten Siam Gebiete abzunehmen, sondern er organisierte auch die Verwaltung und den gesellschaftlichen Zusammenhalt auf Vorkriegsniveau.
Das Reich Lan Na war seit dem 17. Jahrhundert Vasall Avas. Seine Bewohner wurden von den birmanischen Herrschern als Arbeitskräfte genutzt und mussten ihre Truppen mit Nachschub versorgen. Lan Na war mithin eine wichtige vorgeschobene Basis für birmanische Angriffe auf Siam. Deshalb suchte Taksin, die Birmanen auch von dort zu vertreiben.

## Verlauf
König Taksin zog gegen Chiang Mai. Truppen der birmanischen Vasallenstaaten in Lan Na unter Phraya Chaban von Chiang Mai und Chao Kavila von Lampang liefen zu ihm über. Gemeinsam mit denen von Thonburi eroberten sie Chiang Mai 1775 gegen heftigen birmanischen Widerstand der Truppen von König Hsinbyushin von Ava. Die Truppen Hsinbyushins begannen im Frühjahr 1776 eine Gegenoffensive, die sie bis nach Phitsanulok führte. Sie wurden jedoch von den siamesischen Armeen zurückgeschlagen, die Ende 1776 erneut Chiang Mai einnahmen.

## Folgen
Das Königreich Lan Na wurde zu einem Vasallenstaats Siams. Es war jedoch nach mehreren Kriegen, die auf seinem Gebiet stattfanden verwüstet und zu weiten Teilen entvölkert. Seine Hauptstadt Chiang Mai wurde während der folgenden zwanzig Jahre aufgegeben. Dieser Verlust brachte Ava selbst zwar nicht in Bedrängnis, doch wurde der Appetit seiner Herrscher auf siamesisches Gebiet gedämpft. Zwar gab es noch einen Angriff der Birmanen unter König Bodawpaya im Jahr 1785, doch konnte er nur schwache sporadische Kampfhandlungen gegen Siam führen, siehe Siamesisch-Birmanischer Krieg 1785–1792.